# Церква святого архистратига Михаїла (Вівся)
Церква святого архистратига Михаїла у Вівсі — парафія і храм греко-католицької громади Козівського деканату Тернопільсько-Зборівської архієпархії Української греко-католицької церкви в селі Вівся Тернопільського району Тернопільської области.

## Історія парафії

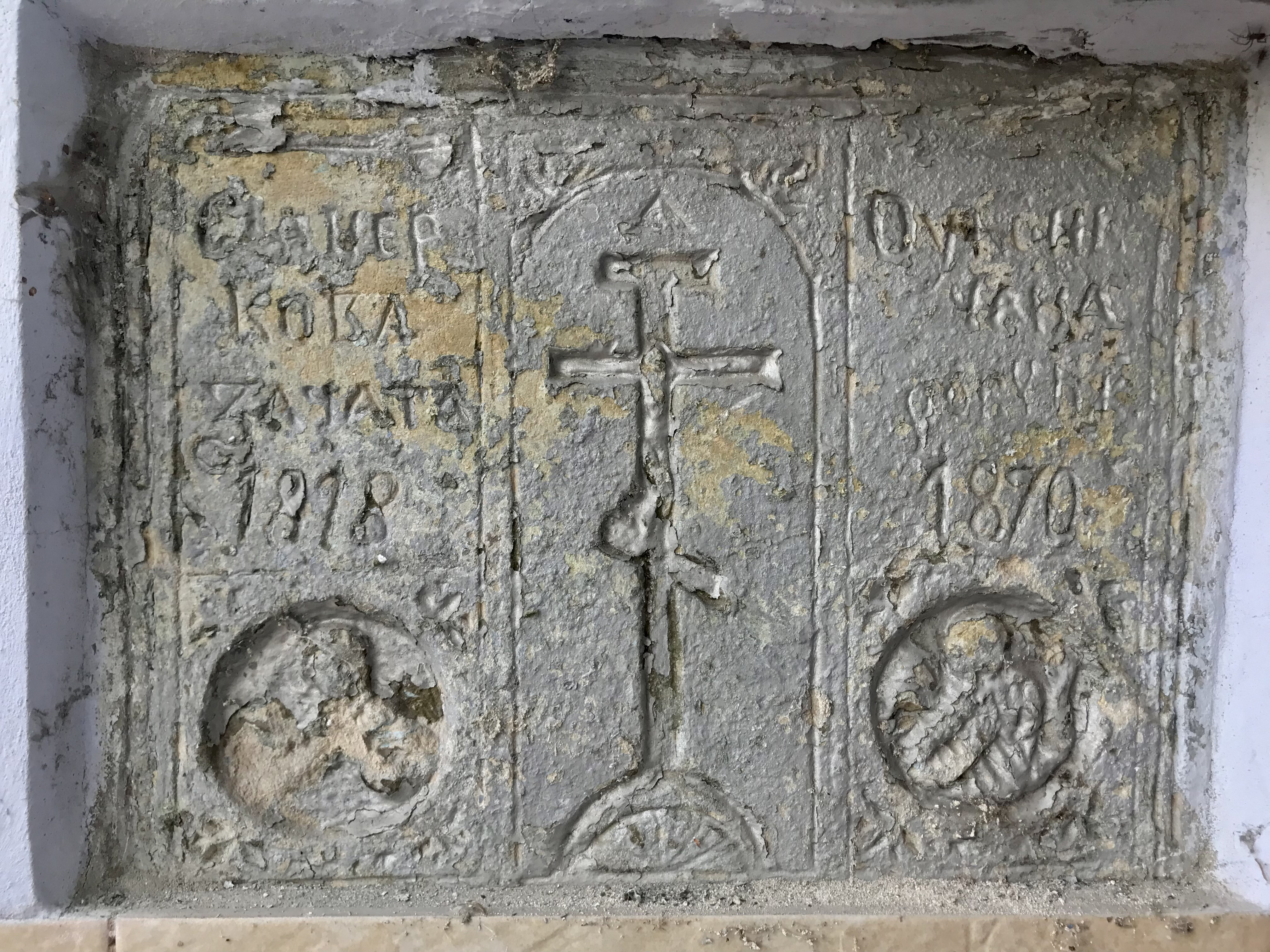
Настінна згадка про утворення парафії та завершення будівництва церкви. Ліворуч: Сѧ церкова зачата 1818. Праворуч: Оуконьчѧна року лв 1870.

Заснування парафії у селі Вівся пов'язане з перенесенням сюди старого храму святого архистратига Михаїла з Козови після ліквідації тамтешньої громади. Оскільки Козовою та Вівсею володіли ті ж самі пани Мушинські, вони вирішили перенести стару, вже недіючу церкву до новоствореного у своїх маєтностях села Вівся. Духовну опіку над невеликою громадою, що сформувалася приблизно у 1780-х роках, продовжував здійснювати парох козівської Успенської парафії.
Кам'яну церкву святого архистратига Михаїла будували з 1810 по 1870 рік. Її освятив отець Йосиф Макогонський. Іконостас створив різьбяр та художник Опришко. Фундаторкою храму була пані Талішевська зі США.
Парафія була заснована у 1818 році і до 1946 року належала до УГКЦ. У 1946 році парафія і храм перейшли до РПЦ. 21 листопада 1994 року владика Михаїл Колтун освятив наріжний камінь під будівництво нового храму. Під керівництвом отця Івана Козлика у 1997 році парафіяни розпочали його зведення.
При парафії діють Вівтарна і Марійська дружини, а також спільнота «Матері в молитві». На території парафії встановлено хрест на честь скасування панщини за часів Австро-Угорщини. У власності парафії є проборство.

## Парохи
- о.Степан Дідицький
- о.Степан Куритович
- о.Василь М.
- о. Яків Заянковський
- о. Симон Лясковський
- о. Теодор Янович
- о. Іван Вандинський
- о. Симеон Чировський (1832—1837),
- о. Василь Літинський (1837—1844),

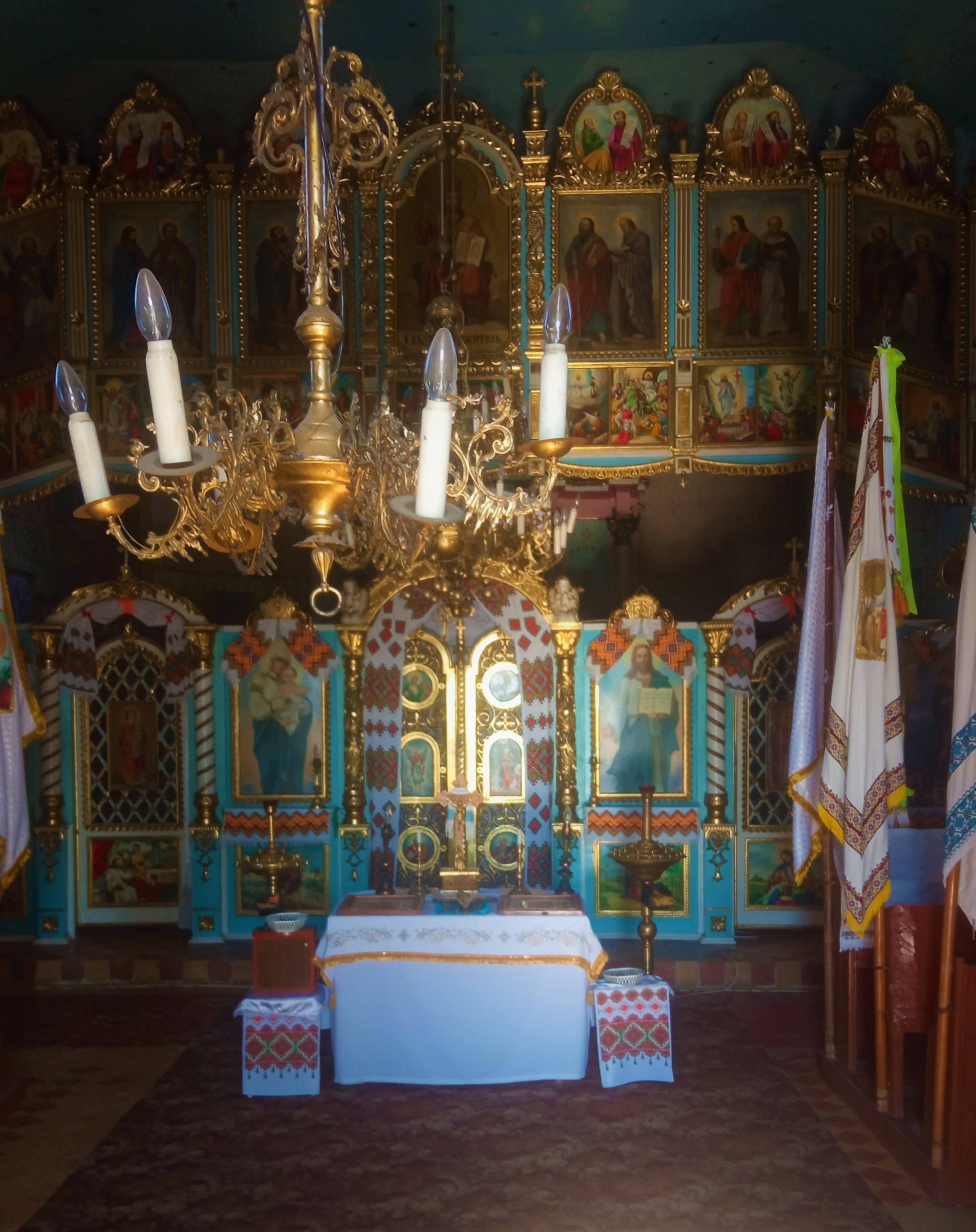
Інтер'єр церкви.

- о. Михайло Глібовицький (1844—1848),
- о. Іван Ганкевич (1848—1860),
- о. Теофіл Глібовицький (1861),
- о.Олексій Паховський (1862)
- о. Йосиф Макогонський (1862—1875),
- о. Іван Дурбак (1876—1901),
- о. Андрій  Кіналь (1901—1908),
- о. Володимир Масяк (1908—1921),
- о. Роман Добровольський (1921—1923)
- о. Григорій Кубай(1923-1925),
- о. Михайло Дмитрик (1925—1938),
- о. Йосиф Гривнях (1938—1943),
- о. Микола Паснак (1943—1944),
- о. Михайло Кузьма (1944—1945),
- о. Степан Масяк (1945—1946),
- о. Лев Сальвицький (1946—1986),
- о. Григорій Карпець (1986—1987),
- о. Роман Цап (1987),
- о. Ярослав Веліян (1988),
- о. Михайло Смачило (1988—1990),
- о. Андрій Галиш (1990—1992),
- о. Дмитро Долішняк(1992)
- о. Михайло Вересюк (1992—1994),
- о. Володимир Шуль (1994—1995),
- о. Степан Собків (1995—1996),
- о. Іван Козлик (з 1996).